# Акопланарность
В физике элементарных частиц акопланарность (acoplanarity) конечного двухчастичного состояния определяется как:
{\displaystyle Acoplanarity\equiv \varphi _{2}-\varphi _{1}-\pi }
где {\displaystyle \varphi _{i}} — азимутальные углы частиц в конечном состоянии.
Понятие акопланарность появилось в связи со спецификой детекторов элементарных частиц на встречных пучках, где угол {\displaystyle \varphi } измеряется точнее {\displaystyle \theta }, скорее всего при анализе радиационных поправок Баба рассеяния (недоступная ссылка) ({\displaystyle e^{+}e^{-}\to e^{+}e^{-}}).